# Соснівка (Корюківська міська громада)
Сосні́вка (МФА: [soˈsɲiu̯kɐ] ( прослухати)); в минулому — Казенна Слобода) — село в Україні, у Корюківській міській громаді Корюківського району Чернігівської області. Населення становить 112 осіб. До 2016 орган місцевого самоврядування — Будянська сільська рада.

## Географія
Село розташоване на річці Бреч за 11 км від районного центру і залізничної станції Корюківка та за 5 км від селищної ради. Висота над рівнем моря — 127 м.

## Історія
Виникло в кінці XVII ст. на землях Андроникова монастиря, засновано як слобідку для бездомного люду.
Про це свідчить колишня назва села Казенна Слобода.
12 червня 2020 року, відповідно до розпорядження Кабінету Міністрів України № 730-р «Про визначення адміністративних центрів та затвердження територій територіальних громад Чернігівської області», увійшло до складу Корюківської міської громади.
19 липня 2020 року, в результаті адміністративно-територіальної реформи та ліквідації колишнього Корюківського району, село увійшло до складу новоутвореного Корюківського району.